# پل هارتال
پل هارتال (انگلیسی: Paul Hartal؛ زادهٔ ۱۹۳۶) نویسنده، شاعر، اهل کانادا است.